# Yves I di Bellême
Yves I de Bellême, Ivo di Bellême (940 circa – 1005), è stato un nobile normanno, primo Signore di Bellême fino alla sua morte. Egli è discendente della famiglia nobile Le Riche.

## Biografia
Ivo di Bellême era figlio di Fulcuin de Belleme (figlio di Yves de Creil 855 c.-938 e fratello di Yves de Creil 930-997) e Rothais. Sposa Godehildis come conferma il Cartulaire de Marmoutier pour le Perche.
Yves fu il fondatore di una chiesa dedicata alla Vergine Maria nel suo castello di Bellême e la dotò di una chiesa nel Sonoisis, un'altra a Vieux Bellême più una villa e altre tre chiese nello Hiesmois. Yves morì qualche tempo dopo il 1005.
Secondo G. Louise, si può pensare che la famiglia di Bellême abbia il controllo delle foreste tra Normandia e Maine: Bellême, Perche , Perseigne e Andaine . Infatti, Yves il Vecchio, all'epoca della fondazione di una nuova chiesa dentro il castello di Bellême, dona Saint-Jean-de-la-Forêt, Dancé (Orne), Berd'huis, così come la chiesa di Saint-Martin di Livet-en-Saosnois situato ai margini della foresta di Perseigne. Questo faceva parte, secondo Gérard Louise, dell'onore dei conti poi duchi del Maine, il cui trasferimento di autorità avvenne a cavallo dell'anno 1000. Yves de Belleme dona il suo campo all'abate Gauzlin, i monaci di Marmoutier evocano intorno al 1060-1070 "la terra di Yves il Vecchio di Bellême" situata a Le Mans in un atto a favore dell'abbazia.

## Discendenza
Yves di Bellême e sua moglie Godeheut ebbero sei figli:
- Guglielmo I di Bellême (970 c.- 1031), succedette al padre come signore di Bellême.
- Yves de Bellême (970-1030 c.)[14][15]
- Avesgaud de Bellême (960-1035), Vescovo di Le Mans.[16]
- Renaud de Creil (970-1047).[17]
- Ildeburgo, (975 c.-1035) sposa Aimon, Signora di Chateau-du-Loir.[18]
- Godehilde, (975-1035).[19]